# N134 (België)
De N134 is een gewestweg in de Belgische provincie Antwerpen en verbindt de N123 in Lichtaart met de N153 in Poederlee. De totale lengte van de N134 bedraagt ongeveer 6 kilometer.

## Plaatsen langs de N134
- Lichtaart
- Poederlee